# Газіантеп (провінція)
Газіантеп (тур. Gaziantep) — провінція в Туреччині, розташована на південному сході країни. Столиця — місто Газіантеп. Іноді провінцію та адміністративний центр називають Антеп (стара назва).
Населення провінції становить 1 653 670 жителів (дані на 2009 рік). Більшість населення складають турки та курди. У південних районах провінції проживає декілька тисяч арабів. Провінція складається з 9 районів.
Провінція знаходиться на висоті 250—1250 м над рівнем моря. Клімат субтропічний, з сухим та спекотним літом і теплою та вологою зимою. Сезон дощів — грудень.